# Weissia norkettii
Weissia norkettii är en bladmossart som beskrevs av R. S. Chopra 1975. Weissia norkettii ingår i släktet krusmossor, och familjen Pottiaceae. Inga underarter finns listade i Catalogue of Life.